# 에드워드 M. 케네디
에드워드 무어 케네디(영어: Edward Moore Kennedy, 1932년 2월 22일~2009년 8월 25일)는 테드 케네디(영어: Ted Kennedy)로 더욱 잘 알려진 미국의 민주당 정치인으로 제35대 대통령 존 F. 케네디의 막내동생이며, 1962년부터 2009년 세상을 떠날 때까지 47년간 매사추세츠주 연방 상원의원을 지냈다.

## 어린 시절
매사추세츠주 보스턴의 도체스터 구역에 있는 세인트마거릿 병원에서 태어났다. 그는 한번 자신들이 가입된 국가에서 가장 부유한 가족들 중의 하나를 구성한 보스턴에서 현저한 아일랜드계 미국인 가족들의 일원들 조지프 패트릭 케네디와 로즈 피츠제럴드의 9명의 자식들 중 막내였다. 그의 8명의 형제자매들은 조지프 주니어, 존 피츠제럴드, 로즈마리, 캐슬린, 유니스, 패트리샤, 로버트 프랜시스와 진이었다. 에드워드는 조지 워싱턴의 200세 생일에 태어났는데 아기의 이름을 조지 워싱턴 케네디로 이름을 지으는 데 부모가 동의하지 않았어도 존은 그들이 존경한 요청에 신생아의 대부가 되라고 요청하였고 대신 그를 자신들의 부친의 보조인의 이름을 따서 지었다.
어린이로서 테드는 뉴욕주 브롱크스빌, 매사추세츠주 하이야니스포트, 플로리다주 팜비치와 잉글랜드 런던에 있는 세인트제임스 코트를 따라 자신의 가족의 이사에 의히여 자주 뿌리를 내렸다. 그의 정식적인 교육은 런던 켄싱턴에 있는 깁스 학교에서 시작되었다. 그는 11세의 나이까지 10개의 학교들에 다녔는 데 이것은 그의 학문적 성공과 함께 방해된 중단의 일련이었다. 그는 세인트조지프 성당에서 복사였고 바티칸에서 교황 비오 7세로부터 자신의 첫 영성체를 받았다. 그는 자신이 평범한 학생이었던 피센든 학교에서 6학년과 7학년을, 크랜웰 예비 학교에서 8학년을 보냈으며 둘다 매사추세츠주에 위치하였다. 그는 가장 어린 자식이었고 그의 부모는 그에게 애정을 느꼈으나 그들은 또한 그의 형들과 그를 불리하게 비교하였다.
8세와 16세 사이에 테드는 로즈메리의 실패한 뇌엽 절제술과 제2차 세계 대전에서 조지프 주니어와 항공 사고에서 캐슬린의 사망과 함께 정신적 외상을 겪었다. 테드의 상냥한 외조부 존 F. 피츠제럴드는 보스턴 시장, 미국 의원이자 초기 정치적과 개인적 영향이었다. 테드는 밀턴에 있는 예비 학교 밀턴 아카데미에서 자신의 4년 고등학교 세월을 보내 1950년 B와 C 등급을 받았고, '56년 졸업반에서 36위를 하였다. 그는 거기서 미식축구를 잘 하여 자신의 마지막 2년에 대학에 활약하였으며 학교의 교장은 후에 "절대적으로 두려움이 없다."면서 그의 활약을 묘사하였으며 "그는 만약 당신이 의문하였다면 뉴욕으로 가는 급행 열차를 태클했을 것이다 ... 그는 컨택트 스포츠를 사랑하였다"고 말하였다. 케네디는 또한 테니스 팀에 활약하기도 하였으며 연극, 토론과 합창 클럽들에 있었다.

## 대학, 군사 복무와 로스쿨
자신 전에 그의 부친과 형들처럼 테드는 하버드 대학교를 졸업하였다. 미식축구 팀에 공격적이고 방어적인 케네디는 다음 해를 위하여 육상에 자신의 적임을 유지한 것에 관하여 궁금해지자 1951년 5월 자신의 2학기의 말기에 그는 스페인어 시험에서 자신의 자리를 차지하는 급우가 있었다. 기만 수단이 즉시 발견되었고, 둘다의 학생들은 속임수로 퇴학을 당하였다. 심각한 징계 사건들에 표준적 하버드 대학교의 대우에서 그들은 자신들이 만약 그 시간 동안 좋은 행동을 논증하였다면 1년 혹은 2년 안에 재입학을 신청할 수 있다고 말해졌다.
그해 6월 케네디는 미국 육군에 입대하여 자신의 부친이 중재한 후 최소 2년으로 짧아진 4년의 선택 기간을 위하여 등록하였다. 뉴저지주에 있는 폭스딕스에서 기초 훈련에 이어 그는 육군 정보부 훈련을 위하여 메릴랜드주에 있는 포트홀라버드로 할당을 요청하였으나 몇주 후에 설명없이 떨어졌다. 그는 헌병 훈련을 위하여 조지아주에 있는 캠프고든으로 갔다. 1952년 6월 케네디는 프랑스 파리에 있는 유럽 연합군 최고사령부 본부에서 의장대로 지정되었다. 그의 부친의 정치적 연결들은 그가 지속적인 한국 전쟁으로 배치되지 않은 것을 확실하게 하였다.
케네디는 1953년의 여름에 하버드에 재입학하여 자신의 수학 습관들을 향상시켰다. 그의 형 존은 미국 상원이었고 가족은 더많은 대중의 관심을 끌어들이고 있었다. 학문적으로 케네디는 자신의 첫 3년을 위하여 평범한 등급들을 받아 자신의 시니어 해를 위하여 B 평균으로 향상시켰으며 자신의 클래스의 상단 절반에 간신히 끝냈다. 케네디는 역사학과 정치학에서 문학사와 함께 1956년 24세의 나이에 하버드를 졸업하였다.
자신의 낮은 등급들의 이유로 케네디는 하버드 로스쿨에 받아들여지지 않았다. 그는 대신 자신의 형 바비를 따라가 1956년 버지니아 대학교 로스쿨에 입학하였다. 그 승낙은 하버드에서 케네디의 과거의 속임수 에피소드들이 버지니아 대학교의 명예규율과 성질이 안 맞을 것으로 판단한 학부와 동문 중에 논쟁적이었고 그 일은 그를 인정하기 위해서는 전임 교수가 필요했다. 케네디는 또한 한 여름 동안 헤이그 국제법 학술원에 다니기도 하였다. 버지니아 로스쿨에서 케네디는 다른 학생들이 따라 잡기 만하면 자신이 "4배 더욱 힘들게, 4배 더욱 길게" 공부해야 했다는 것을 느꼈다. 그는 대부분 C 등급을 받았고 중급 근무에 있었으나 권위있는 윌리엄 마이너 라일 무트 코트 경연 대회에서 우승자였다. 그는 학생 법정의 우두머리로 선출되었고, 자신의 가족 상태들을 통하여 캠퍼스로 많은 저명한 연사들을 데려왔다. 거기에 있는 동안 그의 부주위한 운전은 그와 함께 잡혔고, 그는 난폭 운전과 면허증 없이 운정과 함께 기소되었다. 로스쿨에 수학한 동안 그는 공식적으로 자신의 형 존의 1958년 상원 선거 운동의 관리자로 임명되었고, 거리에 일반 유권자들과 연결로 테드의 능력은 존의 대통령 열망으로 신뢰를 준 기록을 세운 승리 차이를 가여오는 도움을 주었다. 테드는 1959년 로스쿨을 졸업하였다.
1957년 10월 케네디는 맨해튼빌 칼리지에서 조앤 베넷을 만났으며 그들은 그의 가족이 캠퍼스에 기증한 체육관을 위한 헌신 연설 후에 소개되었다. 베넷은 맨해튼빌에서 시니어였고, 모델로 일하여 미인 컨테스트를 이겼으나 그녀는 정치의 세상과 익숙지 못하였다. 부부가 약혼한 후, 그녀는 자신이 잘 알지 못한 사람을 결혼한 것에 긴장했으나 조 케네디는 결혼식을 해야 한다고 주장하였다. 부부는 뉴욕주 브롱크스빌에 있는 세인트조지프 성당에서 1958년 11월 29일 프랜시스 스펠먼 추기경에 의하여 결혼되었다. 테드와 조앤은 3명의 자녀 카라(1960년 ~ 2011년), 에드워드 주니어(1961년 ~ )와 패트릭(1967년 ~ )을 두었다. 1970년대에 결혼 생활은 테드의 부정과 조앤의 증가하는 알콜 중독의 이유로 곤란해졌다. 그들은 1977년에 헤어지고 결국적으로 1983년에 이혼하였다.

## 초기 경력

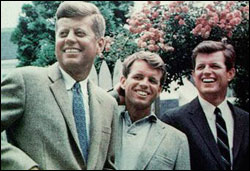
케네디 형제. 좌로부터 존(잭), 로버트(바비)와 에드워드(테드). 1960년 7월

케네디는 1959년 매사추세츠주 법정으로 수용되었다. 1960년 그의 형 존은 미국의 대통령을 위한 자신의 후보직을 공고하였고 테드는 서부의 주들에서 그의 선거 운동을 관리하였다. 위스콘신주에서 그가 보낸 7주는 거기서 자신의 형의 첫 경쟁 예비 선거를 이기는 도움을 주었고, 와이오밍주에서 보낸 비슷한 시간은 1960년 민주당 전당 대회에서 주의 대표들로부터 만장일치 투표가 그의 형을 정상에 놓을 때 보상을 받았다.
대통령 선거에서 그의 승리에 이어 존은 매사추세츠주 연방 상원으로서 자신의 의석으로부터 사임하였으나 테드는 1962년 2월 22일 자신의 30세 생일까지 공석을 채우는 데 자격이 없었다. 테드는 시초적으로 서부에 머물어 당장 출마하는 것 말고 다른 일을 하는 것을 원하였다. 테드의 형들은 그의 즉시 출마에 호의를 가지지 않았으나 테드는 최후적으로 그의 형들과 일치하는 성취로서 의석을 탐냈으며 그들의 부친은 그들을 압도하였다. 존은 매사추세츠주의 지사 포스터 퍼콜로에게 1960년 12월 자신이 했던 존의 예상치 못한 기간을 위하여 임시 상원으로서 케네디 가족의 친구 벤 스미스를 임명하는 데 의문하였다. 이 일은 테드를 위하여 의석을 확보하였다.

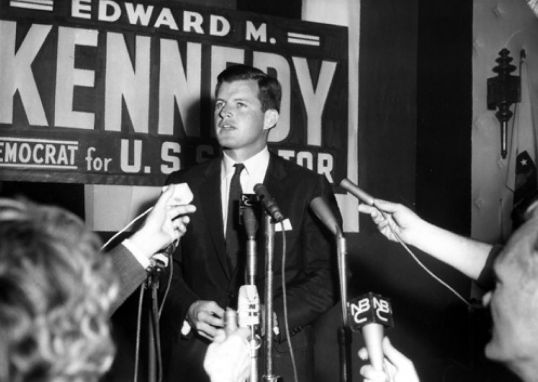
1962년 첫 상원 선거 운동에서

11월 특별 선거에서 케네디는 또다른 유명한 매사추세츠주 정치 가족의 일원 공화당의 조지 C. 로지를 꺾어 투표의 55 퍼센트를 얻었다.

### 형들의 암살 사건들

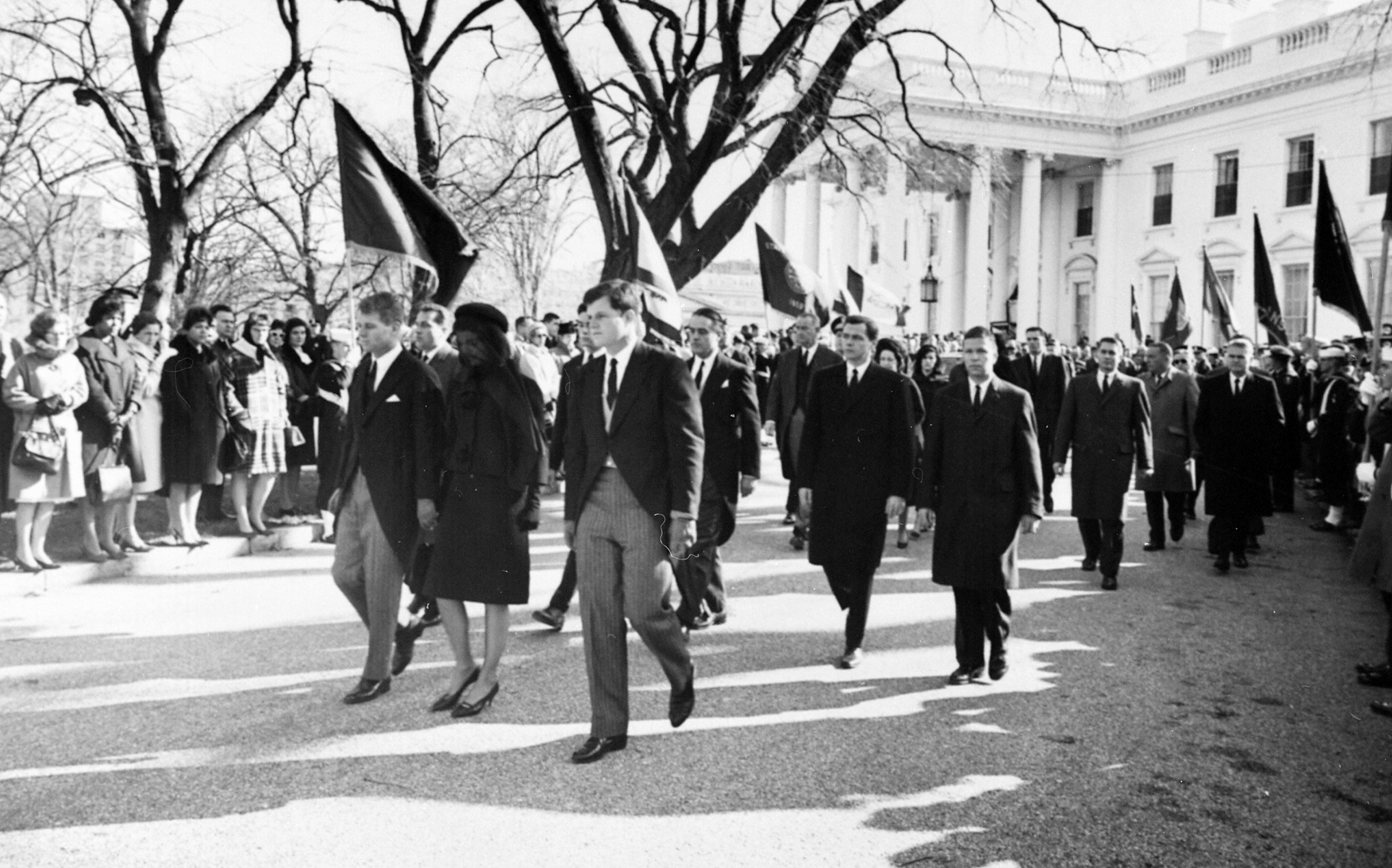
존 F. 케네디의 장례 행렬에서 형 로버트와 형수 재클린과 함께

케네디는 1962년 11월 7일 테드 케네디는 연방 상원으로 선서되었다. 그는 그가 처음 상원에 들어갔을 때 이전의 남부 의원들을 향하여 비방적인 태도들을 유지하였다. 그는 상원에서 선임 제도를 인식하여 홍보를 피하였고 위원회의 업무와 지방 문제들에 전념하였다. 사무직에서 자신의 형들과 비교된 그는 존의 복잡화와 로버트의 강렬함을 부족하게 하였고 어쩌다 격자의 정력이었으나 그들 중 어느 한쪽보다 더욱 상냥하였다.
1963년 11월 22일 자신의 형 존 F. 케네디 대통령이 암살되었다는 것을 측근자가 그에게 말하는 데 서둘렀을 때 케네디는 연소 회원들에게 주어진 직무 - 상원에 주재하고 있었다. 그의 형 로버트가 곧 그에게 대통령이 사망했다고 말하였다. 테드와 그의 누이 유니스 케네디 슈라이버는 2년 일찍이 겪은 뇌졸중에 의하여 괴로워해 온 자신들의 병약한 부친에게 소식을 전하는 데 즉시 매사추세츠주 하이야니스포트로 날아갔다.
그의 사망한 형의 냉전 통로에 이어 케네디는 시초적으로 베트남 전쟁에서 미국의 역할을 확장시키는 것에 관하여 "예약이 없었다고" 말하였고 그것이 "길고 지속적인 투쟁"일 것이라고 승인하였다. 케네디는 난민들 을 위하여 미국 정부가 일관된 정책을 가지지 않았다는 것을 공개한 논쟁에서 난민들의 상태에 청문회를 열었다. 케네디는 또한 징병의 "불공평"하고 "불공정"한 측면을 개혁하는 데 노력하였다. 베트남으로 여행을 떠난 1968년의 1월까지 케네디는 미국의 진보의 부족으로 환멸되었고 미국이 남베트남에 "모양을 만들거나 우리는 발송할 것입니다."라고 말해야 할 것을 공개적으로 제안하였다. 그해 3월 31일 린든 B. 존슨 대통령은 자신이 1968년 미국 대통령 선거를 다시는 추구하지 않을 것이라고 놀라운 공고을 하였다.

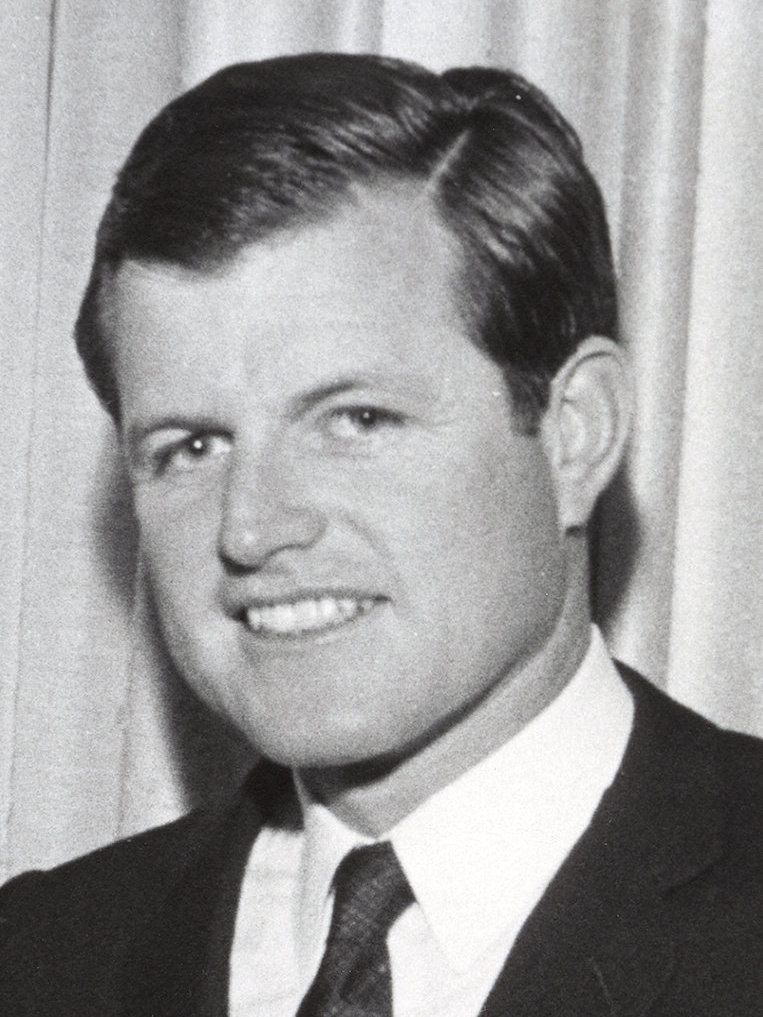
1967년의 테드 케네디

테드는 시초적으로 1968년 대통령 선거에서 민주당 후보 지명을 위한 도전에 자신의 형 로버트를 조언하였다. 한번 뉴햄프셔주 예비 선거에서 유진 매카시의 강한 모습은 그해 3월에 시작된 로버트의 대선 운동으로 이끌었으며 테드는 서부의 주들에서 자신의 형에게 보증을 위하여 정치 지도자들을 고용하였다. 6월 4일 로버트가 결정적인 캘리포니아주 예비 선거를 이겼을 때 테드는 샌프란시스코에 있었고 그러고나서 한밤 중 후에 로버트는 로스앤젤레스에서 암살되어 다음날에 사망하였다. 테드 케네디는 케네디 가에서 그것들 중에 로버트에게 자신이 가장 가까우면서 자신의 형의 사망에 의하여 황폐해졌다. 케네디의 측근 프랭크 맨키에비치는 로버트가 치명상을 입은 채로 누워있던 병원에서 테드를 본 것에 이렇게 말하였다. "나는 더욱 슬픔에 잠긴 얼굴을 보는 데 결코, 결코, 결코 기대하지 않는다."
자신의 형들의 사망 후에 케네디는 자신의 13명의 조카와 조카딸들을 위하여 대리 부친의 역할을 맡았다.

### 채퍼퀴딕 사건
11월 공화당의 리처드 닉슨의 승리에 이어 케네디는 넓게 1972년 민주당 후보 지명을 위하여 선두 주자로 널리 가정되었다. 1969년 1월 케네디는 다수 상원 원내 총무가 되는 데 31 대 26의 차이에 의하여 루이지애나주 상원 러셀 B. 롱을 꺾어 그 지위에 도달하는 데 최연소자가 되었다. 이 일이 더욱 나가서 그의 대통령직 이미지를 자랑한 동안 그는 또한 지위를 위하여 나가는 데 필연적으로 갈등된 것으로 나왔다. "그를 알던 몇 사람이 어떤 의미에서 그가 그 길을 택하고 싶어했다는 것을 의심했다."며 타임 잡지는 보고하였으나 "그는 잠재 고객에 대한 느낌을 거의 파멸 시켰다."고 하였다.
1969년 7월 18일의 밤에 케네디는 채퍼퀴딕 섬에 있었다. 그는 자신의 형 로버트의 불행한 1968년 대선 운동에 일한 젊은 여성들의 단체 "the Boiler Room Girls"를 위하여 파티를 열고 있었다. 케네디는 여성들 중에 한명인 28세의 메리 조 코페치네와 함께 파티를 떠났다.
1967년형 올즈모바일 델몬트 88을 몰던 그는 당시 보호 난간이 없던 다이크 다리를 건너는 데 시도하였다. 케네디는 후에 자신이 술에 취했으나 자신의 차량 통제를 상실하였고 채퍼퀴딕 섬에 조수 해협이었던 포우차 폰드 입구에서 충돌했던 것을 부인하였다. 케네디는 전복된 차량으로부터 빠져나왔고, 자신의 설명으로 7번 혹은 8번이나 수면 아래로 뛰어들어 공연히 코페치네에 도달하여 구출하려는 시도를 하였다. 최후적으로 코체치네가 아직도 차량 안에서 갇히면서 그는 기슭으로 헤엄을 쳐 장면을 떠났다. 코페치네의 몸이 이미 발견된 시간에 의하여 다음 아침까지 케네디는 당국에 사고를 보고하지 않았다. 케네디의 사촌 조 가건은 후에 파티에 있었고 장면으로 온 그와 케네디의 친구 폴 마크햄이 케네디에게 당시 그것을 보고하라고 몰아내었다고 말하였다.
사고가 있던 1주 후에 케네디는 사고의 장면을 떠난 것으로 유지 판결을 받았고 징역 2개월의 집행 유예를 받았다. 그날 밤, 그는 자신이 "난 내가 즉시 경찰에게 사고를 보고하지 않은 사실을 변명할 수 없다고 생각한다."고 말한 것에 전국 방송을 하였으나 그는 알콜의 영향 아래 차를 몬 것을 부인하였고 또한 자신과 코페치네 사이에 아무 폐륜 행위를 부인하기도 하였다. 케네디는 자시니 직무에 머물거나 사임해야 하는지 매사추세츠주 선거민에 의문하였고, 그에게 보내진 전갈들에 호의적인 반응을 얻은 후, 케네디는 7월 30일 상원에 머물어 다음 해 재선을 위하여 나갈 것을 공고하였다.
1970년 1월에 코페치네의 사망으로 조사가 매사추세츠주 에드거타운에서 열렸다. 케네디의 변호사들의 요청에 매사추세츠주 대법원은 조사가 비밀에 수행되는 데 명령을 내렸다. 재판장 제임스 A. 보일은 그날 밤에 관하여 케네디의 이야기의 어떤 관점들이 진실이 아니었고, 과실 운전은 코페치네의 사망으로 "기여한 것"이었다는 판결을 내렸다. 마타스 바인야드에 대배심은 4월 2일간 조사를 수행하였으나 보일이 자신의 조사 보고서를 공개한 후에 기소하지 않았다. 이어진 세월 동안 채퍼쿼딕 사건에 관한 의문들이 다수의 기사와 책들을 일으켰다.
김대중 내란음모 조작 사건 당시 김대중의 구명운동에 나섰고, 이후 그의 미국 망명 기간에도 도움을 주었다.

### 1980년 대통령 선거 운동

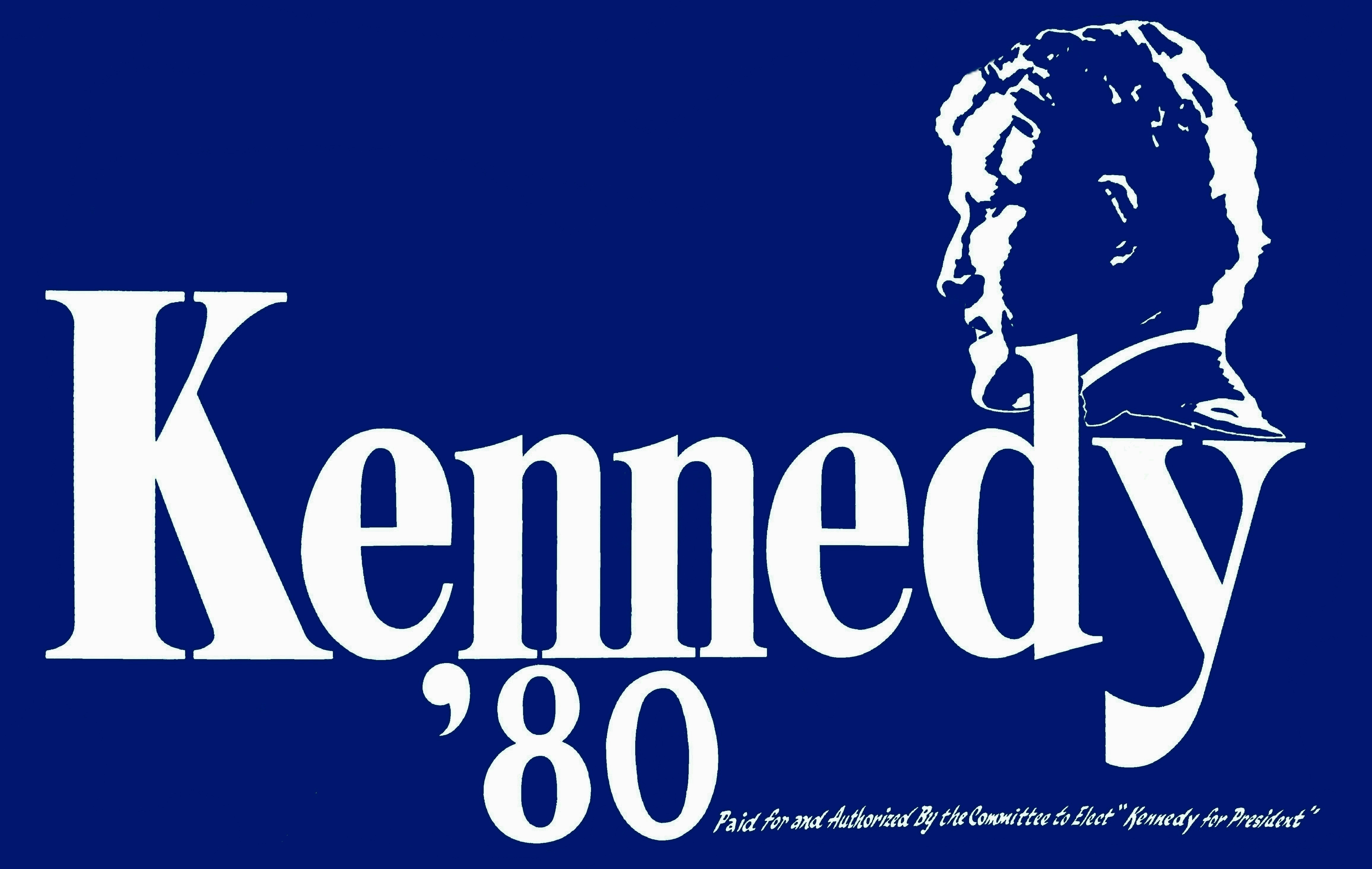
케네디의 1980년 대선 운동 로고

채퍼쿼딕 사건은 1972년과 1976년에 케네디가 가졌을 것 같은 아무 대통령 열망에 영향을 미쳤다. 1980년 그는 자신의 당으로부터 현직 대통령을 향해야 했다. 민주당 후보 지명자로서 지미 카터는 그의 예비 선거 운동, 전당 대회 혹은 총선 운동이 있는 동안 케네디와 적은 관계를 개발하였다. 이 일은 케네디를 위하여 어려운 해였던 카터 행정부 동안 지속되었다. 그는 자신의 형 로버트의 사망 이래 여태까지 워싱턴 D. C.에서 가장 중요한 민주당원으로 지내왔으나 이제 카터였고 처음에 케네디는 영향력을 행사할 완전한 위원회 의장직이 없었다. 차례로 카터는 너뻐자 케네디의 지위를 정치적 유명인으로 분개하였다. 일반적으로 비슷한 관념론에 불구하고 그들의 우선 순위는 달랐다. 케네디는 기자들에게 자신이 자신의 의원 역할과 함께 만족한 것을 표현하였고, 자신의 대통령 야망을 거의 과장된 것으로 간주하였으나 케네디는 결국 현직 대통령 카터에 대항하는 특이하고 반란적인 운동을 발포하면서 1980년 미국 대통령 선거에 민주당 후보 지명을 추구하기로 결정하였다.
1978년 한 여름의 투표는 민주당원들이 5 대 3의 차이에 의하여 케네디가 카터를 앞선 것을 보였다. 노동 조합들은 1980년 의원 선거에서 무거운 패배에 카터의 인기 없음이 결과를 가져올 수 있었던 것을 두려워한 어떤 민주당 공무원들이 하면서 케네디가 나가는 데 몰아냈다. 카터의 찬성률이 19 퍼센트로 떨어져 카터에 2 대 1의 장점과 함께 투표들이 그에게 보였을 때 케네디는 1979년 8월에 나가기로 결정하였다. 보스턴의 패뉴일 홀에서 11월 7일 케네디는 자신의 선거 운동을 정식으로 공고하였다. 그는 며칠 일찍이 CBS 뉴스 캐스터 로저 머드와 인터뷰가 있던 동안 "왜 당신이 대통령이 되기를 원합니까?"라는 의문으로 방황하는 반응으로부터 실질적으로 부정한 언론을 받았다. 11월 4일에 시작된 이란 인질 사건과 12월 27일에 시작된 소련의 아프가니스탄 침공은 대통령을 주위로 유권자들이 집회하도록 촉구하였고, 케네디의 선거 운동을 헤드라인에서 제외한 백악관에서 머무는 것에 관하여 로즈 가든 전략을 추구하는 데 카터를 허용하였다.
케네디의 대선 운동 측근은 무질서했고 케네디는 시초적으로 비효율적인 운동가였다. 채퍼퀴딕 사건은 문제에 케네디의 응답들을 비판한 몇명의 신문 평론가와 편집자들과 함께 측근이 기대했던 것보다 더욱 상당한 문제로 나타났다. 1980년 1월 예비 선거들의 시즌을 창시한 아이오와주 간부 회의에서 카터는 59 퍼센트 대 31 퍼센트 차이에 의하여 케네디를 철거하였다. 케네디는 3개의 뉴잉글랜드 경연들을 패하였다. 케네디는 왜 자기가 나가고 있었나에 관하여 더욱 일관된 전갈들을 형성하여 조지타운 대학교에서 "난 우리가 전제가 실패했던 자들에 의하여 흩어지는 사회 진보의 꿈을 허락하지 말아야 할 것을 믿습니다."라고 말하였다. 시카고에서 성 파트리치오 축일 행렬이 있던 동안 케네디는 암살 위협들의 이유로 방탄 조끼를 입어야 했고 야유자들이 그에게 "메리 조는 어디있냐?"라고 소리쳤다. 일리노이주에서 열린 3월 18일 주요 예비 선거들에서 케네디는 가톨릭 투표인들의 성원을 얻는 데 실패하였고, 카터는 그를 분쇄하여 169명의 대표들 중 155명을 이겼다.
후보 지명을 이기는 약간의 수학적 희망과 뉴욕주 예비 선거에서 또다른 가능성의 패배를 보인 투표들과 함께 케네디는 경주로부터 물러나는 데 준비하였다. 하지만 요르단강 서안 지구에 이스라엘의 정착들에 대항하는 유엔에서 미국의 투표와 함께 유대인 투표인들의 부분적으로 불행의 이유로 케네디는 화를 내고 59 퍼센트 대 41 퍼센트 차이에 의하여 3월 25일 선거를 이겼다. 카터는 명시적으로 채퍼퀴딕에 언급 없이 일반적으로 케네디의 성격을 공격한 광고 운동과 함께 응답하였으나 케네디는 아직도 4월 22일 펜실베이니아주 예비 선거에서 좁은 승리를 이루었다. 6월 3일 화요일 최고 예비 선거들에 케네디가 8개의 경연들 중에 캘리포니아주, 뉴저지주와 3개의 작은 주들을 이긴 동안 카터는 5월에 열린 12개의 예비 선거들 중에 11개를 이겼다. 전체로서 24개를 이긴 카터에 케네디는 10개의 대통령 예비 선거를 이겼다.
카터가 이제 후보 지명을 확정하는 데 충분한 대표들이 있었어도 케네디는 뉴욕에서 열린 8월 민주당 전당 대회에 자신의 선거 운동을 수행하여 예비 선거의 결과들에 의하여 구속에서 대표들을 풀어줄 규칙을 통과하여 집회를 열 것을 희망하였다. 이 운동은 집회의 첫 밤에 실패하였고, 케네디는 물러났다. 8월 1일 이틀 밤에 케네디는 자신의 경력의 가장 유명한 연설을 하였다. 미국의 자유주의가 통과되지 않았다는 것을 말하는 데 암시들과 마틴 루터 킹 주니어, 프랭클린 D. 루스벨트와 앨프레드 테니슨의 명언을 그린 그는 다음과 같은 말과 함께 결론을 내렸다.
"나를 위하여 몇 시간 전에 이 선거 운동은 종말로 왔습니다. 걱정하는 모든 사람들을 위하여 우리의 관심사가 되고, 작업은 계속되고, 원인은 계속되고, 희망은 아직도 살아 있으며 꿈은 전혀 죽지 않을 것입니다."
매디슨 스퀘어 가든 관중은 30분 동안 격렬한 박수와 시위로 반응하였다. 최종의 밤에 케네디는 카터의 승낙 연설 후에 늦게 도착하였고, 자신이 카터와 악수했을 때 그는 당의 단일성의 전통적 흥행에서 카터의 팔을 올리는 데 실패하였다. 선거 운동에 있는 동안 케네디의 지지자들의 보조를 확보에 카터의 어려움은 로널드 레이건에 의하여 그의 11월 패배로 공헌된 사실로서 오랫동안 숙고되어 왔다.

## 상원 경력

### 보건

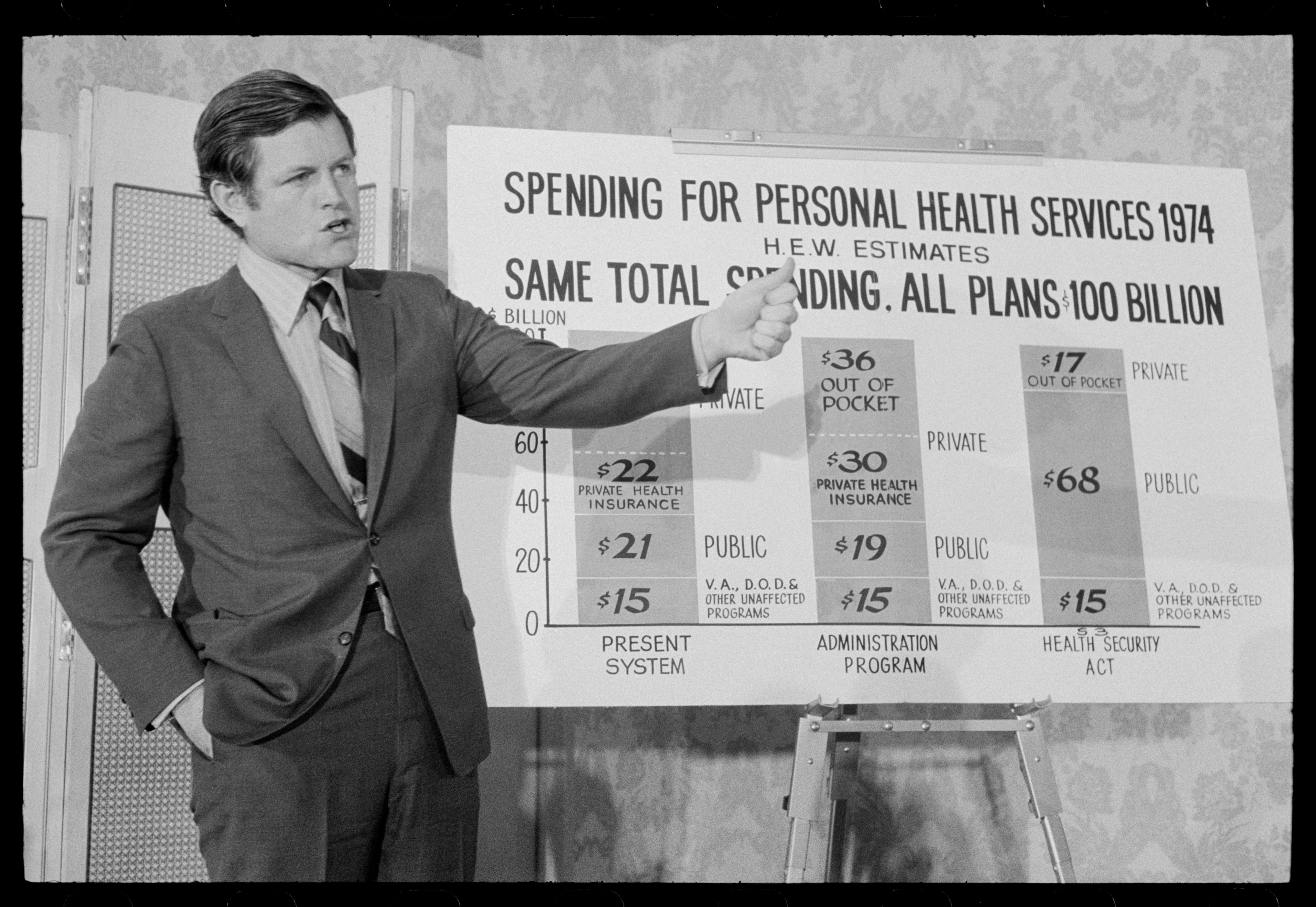
1971년 6월 자신의 보건 서비스 제창을 발표하는 케네디

1968년의 말기에 케네디는 자동차 노동자 연합의 회장 월터 로이터의 초청에 그가 창립한 전국 보건 보험 위원회에 가입하였다. 1970년 5월 로이터가 사망하였고, 상원 노동 공리 위원회와 그 보건 소위원회의 의장 랠프 야보러 상원이 자신의 예비 선거를 패하여 케네디를 전국 보건 보험의 문제에 리더십 역할로 추진하였다. 케네디는 8월 비용 분담 없이 급여세와 일반 연방 세입에 의하여 지불된 단일 지불자 보편적 전국 보건 보험을 위하여 초당적 법안을 소개하였다. 보건은 케네디가 자신의 경력을 통하여 옹호할 문제들 중의 하나로 남을 것이다.
1971년 2월 닉슨 대통령은 만약 고용주들이 할증금의 25 퍼센트를 지불하는 데 자청한다면 고용인이 개인 보건 보험을 제공할 위임인 보건 보험 개혁과 부양 자녀와 가난한 자를 위한 국민 의료 보장 제도의 연방화와 보건 유지 조직들의 성원을 제안하였다. 1971년 전국 보건 보험에 청문회가 열렸으나 법안은 주택 방법 의미 상원 재정 위원회 의장들 윌버 밀스 하원과 러셀 B. 롱 상원의 성원을 가지지 않았다. 케네디는 제한된 1973년의 보건 유지 조직 법령을 통과시키는 데 후원하고 도움을 주었다.
1974년 2월 닉슨 대통령은 만약 고용주들이 할증금의 25 퍼센트를 지불하는 데 자청한다면 고용인이 개인 보건 보험을 제공할 위임인 더욱 포괄적인 보건 보험 개혁, 할증금의 소득 기반과 비용 분담과 함께 전부에 유용한 국가 운영 보건 보험 계획들에 의한 국민 의료 보장 제도의 대체와 입원 일에 한계를 없앤 새로운 연방 프로그램과 함께 새로운 연방 프로그램과 함께 국민 의료 보장 제도의 대체, 추가된 소득 기반 현금불의 제한들과 추가된 외래 처방 약의 적용 범위를 제안하였다. 그해 4월 케네디와 밀스는 확장된 닉슨의 계획으로 동일한 혜택이 아닌 급여세를 통하여 고용인과 고용인들에 의하여 필수적 참가와 함께 거의 보편적 전국 보건 보험을 위한 법안을 소개하였다. 둘다의 계획들은 자신들의 실질적인 비용 분담 때문에 노동, 소비자와 노인의 조직들에 의하여 비판을 받았다. 8월 닉슨의 사임과 제럴드 포드 대통령의 보건 보험 개혁 요구가 있던 후에 밀스는 닉슨의 계획에 근거가 아닌 개인 보건 보험 회사들로 할증금을 통하여 고용인과 고용주들에 의한 필수적 참가와 함께 타협을 시도하였다. 자신의 타협 계획을 후원하는 데 자신의 위원회의 13 ~ 12세보다 더욱 많이 얻을 수 없었을 때 그는 포기하였다.
카터 대통령의 1976년 선거 후에 케네디는 자신의 노력들을 새롭게 하였다. 후보로서 카터는 케네디의 전국 보건 보험 법안의 주요 특징을 포함한 보건 개혁을 제안하였으나 1977년 12월 카터 대통령은 케네디에게 그의 법안이 개인 보험 회사들을 위하여 큰 역할을 보존하고, 연방 지출을 최소화하는 데 변경되고, 연방 예산 균형을 이루는 카터의 최고 국내 정책 목표와 함께 방해하지 않도록 단계적으로 진행되어야 한다고 말하였다. 케네디와 노동은 타협하여 요청된 변경을 이루었으나 1978년 7월 그가 단계적인 사고 이외 보상을 위하여 고쳐진 예정과 함께 하나의 법안을 집행하지 않으려고 했을 때 카터와 깨졌다. 카터의 예산적 근심들과 정치적 주의에 의하여 좌절감을 느낀 케네디는 민주당 중간 집회에서 전국 보건 보험에 12월 연설에서 "어쩌다 당은 바람을 거슬러 항해해야 한다"며 특히 보건을 "소수의 값 비싼 특권이 아닌 모두를 위한 기본 권리"로서 마련해야 한다고 말하였다.
1979년 5월 케네디는 새로운 초당파 보편적 전국 보건 보험 법안을 제안하였다. 규정은 고용주들의 위임을 통하여 소득 기반 할증금에 의한 비용 분담 자금없이 연방적으로 규제된 개인 보건 보험 계획들을 경쟁하는 선택과 개인 보험업자들에게 할증금의 정부 지불에 의하여 국민 의료 보장 제도의 개인적 위임 대체와 처방약 보장을 추가하고, 할증금 및 비용 분담을 없애면서 노인 의료 보험의 상승을 포함하였다. 6월 카터는 고용인이 유아와 임신한 여성들을 위하여 비용 분담 없이 보장을 추가한 치명적인 개인 보건 보험을 마련할 위임인 더욱 제한된 보건 보험 개혁, 추가된 치명적인 보장에 의하여 국민 의료 보장 제도의 상승을 추가하고 매우 가난한 자들의 전부에게 연장과 함께 국민 의료 보장 제도의 연방화를 제안하였다. 아무 계획도 의회에서 영향력을 얻지 않았고 동의서로 오는 데 실패는 둘 사이에 최종 정치적 위반을 대표하였다.
많은 세월 후, 클린턴 보건 계획의 실패에 이어 케네디는 그의 이전 전략에 어긋났고, 대신 증분 측정을 추구하였다. 케네디는 보험의 휴대성과 기록들의 기밀을 위하여 새로운 점수를 설정한 1996년 보건 보험 휴대성 기밀 법령을 창조하고 통과시키는 데 공화당 상원 낸시 카세바움과 함께 일하였다. 동년에 케네디의 정신 보건 기우 법령은 도달된 제한들로 존중과 함께 다른이들과 똑같이 정신 보건 지불을 처리하는 데 보험 회사들을 강요하였다. 1997년 케네디는 국민 의료 보장 제도가 1960년대에 시작된 이래 증가하는 담배세를 어린이들을 위한 납세자 기금 보건 보험 보장의 가장 큰 확장에 기금하는 데 이용한 주립 아동 보건 보험 프로그램 뒤에 주요 동의 제출자였다. 상원 오린 해치와 힐러리 클린턴도 또한 주립 아동 보건 보험 프로그램의 통과에 주요 역할을 하였다.

### 외교 정책

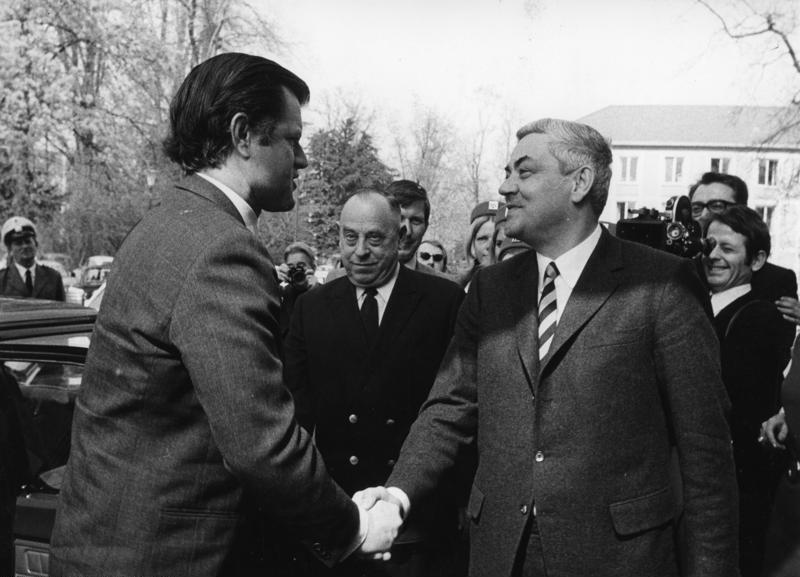
1971년 서독 본에서 법무 장관 호르스트 엠케와 만나는 케네디 상원

1974년 4월 케네디는 소련으로 여행을 떠나 지도자 레오니트 브레즈네프와 만나 편안한 이주는 물론 완전한 핵실험 금지를 주창하여 모스크바 국립 대학교에서 연설을 하였고, 소련의 반체제 인사들을 만나 유명한 첼로 연주자 므스티슬라프 로스트로포비치를 위한 출국 비자를 확보하였다. 케네디의 난민·탈주민 소위원회는 지속적으로 베트남, 특히 1975년의 사이공 함락에 지속적으로 전념하였다.
1977년 12월 후순에 케네디는 친선 사절에 중화인민공화국을 방문하여 덩샤오핑과 만나 결국적으로 다수의 본토 중국인들이 국가를 떠나는 데 허가를 받았고, 1978년 또한 소련을 방문하여 다시 브레즈네프와 거기서 또한 반체제 인사들을 만났다. 1970년대 동안 케네디는 또한 핵 군축에 흥리를 보였고, 이 분야에서 자신의 노력들의 일부로서 1978년 2월 일본 히로시마를 방문하였으며 히로시마 대하교에서 그 효과에 공공 연설을 하였다.
레이건의 선거 후에 케네디는 엘살바도르 내전에 미국의 개입과 니카라과에서 콘트라 반군을 위한 미국의 성원을 포함한 레이건 행정부의 외교 정책의 반대 측면과 록웰 B-1 랜서, LGM-118 피스키퍼와 전략 방위 구상을 포함한 레이건이 지지한 무기 시스템에 반대에서 매우 눈에 띄었다. 케네디는 핵 동결을 위한 상원의 지도적인 주창자기 되었고, 소련을 향한 레이건의 대결 정책들의 비평가였다.
1983년 KGB 메모는 케네디가 소련과 이면 경로 소통에 종사하였다는 것을 암시한다. 그해 5월 14일 KGB 의장 빅토르 체브리코프로부터 유리 안드로포프 서기장에게 각서에 의하면 케네디의 친구이자 전 대학 방친구 미국 상원 존 V. 튜니는 그달에 모스크바를 방문하여 케네디로부터 안드로포프에게 전갈을 전했다고 한다. 메모는 소통의 진술된 목적은 케네디가 "'핵 전쟁의 위협을 근절'하고, '미국-소련 관계를 향상'시키고 '세계의 안전을 규정' 짓는" 것이었다. 체브리코프는 케네디가 "미국-소련 관계의 현재 상태에서 매우 곤경에 처해있다"며 "전쟁과 평화와 미국-소련 관계의 레이건의 문제들로 단 하나의 실제 위협"이었던 것을 믿었다고 썼다. 체브리코프는 그 문제들이 "상원에 의하면 의심 할 여지없이 1984년 대통령 선거 운동의 가장 중요해질 것 입니다."라고 추가하였다. 케네디는 보고적으로 "핵 군축의 문제들을 여기는 설명들과 함께 소련의 관리들을 무장시켜 그들이 미국에서 출현한 동안 더욱 잘 준비되고 더 설득력 있도록" 하고 안드로포프를 위하여 미국의 텔레비전 출연들을 세우는 데 모스크바를 방문하는 데 제공을 하였다.
체브리코프는 또한 "1998년 대통령을 위하여 나가는데 케네디가 의지한 것과 민주당의 아마 공식적으로 공화당에 대항하는 싸움을 이끄는 데 국제 협력에 대하여 순전히 한 자로부터 개인의 정치적 열망과 함께 물들은 자에게 제안을 돌리는 그에게 향할 것인 숨겨진 비밀"을 적어두었다. 체브리코프의 메모가 발굴된 후, 튜니와 케네디는 둘다 그것이 진실었다는 것을 부인하였다.
케네디는 1985년 1월 남아프리카공화국으로 눈에 띄는 여행을 떠났다. 그는 데즈먼드 투투 주교의 소웨토 저택에서 한밤을 보내면서 아파르트헤이트 정부의 소원들과 투쟁적 좌익의 아자니아 인민 기구 둘다를 무시하였고, 투옥된 흑인 지도자 넬슨 만델라의 부인 위니 만델라를 방문하기도 하였다. 귀국에 케네디는 남아프리카공화국에 대항하는 경제 제재를 위하여 추진에서 지도자가 되었으며 로얼 와이커 상원과 협동한 그는 상원의 통과와 1986년 포괄적 반아파르트헤이트 법령을 확보하였다. 자신들의 정치적 다른점들에 불구하고 케네디와 레이건은 좋은 개인적 관계를 가졌으며 행정부의 찬성과 함께 케네디는 개혁적 소련의 지도자 미하일 고르바초프와 무기 통제 협상들에 중개자 역할을 하면서 소련으로 떠났다. 토론들은 생산적이었고 케네디는 또한 아나톨리 샤란스키를 포함한 소련의 출국이 금지된 다수의 유대인들의 석방을 얻는 도움을 주기도 하였다.

### 대법원 확증

#### 로버트 보크
상원에서 케네디의 가장 큰 싸움들 중의 하나는 1987년 레이건에 의한 미국 대법원으로 판사 로버트 보크의 후보 지명과 함께 왔다. 케네디는 보크가 제자리에 놓은 민권법의 해체로 이끌면서 가능한 그의 임명을 보았고 보크의 독창적인 사법 철학을 두려워 하였다. 케네디의 측근은 보크의 필적들과 기록을 연구하였고, 시초적으로 성공할 것으로 기대가 된 후보 지명의 한 시간 안에 케네디는 자신의 반대를 공고하는 데 상원의 의원석에 갔다. -
"로버트 보크의 미국은 여성이 뒷골목 낙태로 강요되고, 흑인들이 인종적으로 분리된 점심 식탁에 앉을 것이고, 악당 경찰이 한밤 중의 급습들에 시민들의 문들을 부술 수 있고, 학교 어린이들이 진화에 관하여 가르쳐질 수 없고, 작가와 화가들이 정부의 변덕에서 검열될 수 있고 연방 법원들의 문들은 수백만명의 시민들의 손가락들에 닫힐 땅이다..."
"로버트 보크의 미국"으로 알려진 연설의 소이 수사는 어떤 민주당원들을 걱정시킨 것은 물론 그것을 비방적으로 숙고한 보크의 지지자들을 성나게 하였다. 보크는 "거기에는 연설이 정확했던 방침이 없었다."라고 응답하였다. 닉슨과 포드 행정부 동안 변호사 장군 직위에서 보크의 재직 기간을 워런 법원과 버거 법원이 찾은 동안 미국의 변호사 장군에 의하여 제출된 법정조언자 서류의 〈서부 정치 계관지〉에서 발간된 분석에서 보크는 존슨 행정부 (1965년 ~ 1967년) 동안 서굿 마셜이 한 만큼 자주, 그리고 부분적으로 보크가 당시 민권의 경우에서 75 퍼센트로 소송의 호의에 서류를 제출했기 때문에 카터 행정부 (1977년 ~ 1981년) 동안 웨이드 H. 매크리가 한 것보다 더욱 자주 총제적 입장을 취하였다.
하지만 레이건 행정부는 공격에 준비되지 않았고, 연설은 후보 지명 성원으로부터 어떤 민주당원들을 멈추었으며 케네디와 다른 보크의 상대들에게 그에 대항하는 경우를 준비하는 시간을 주었다. 1987년 9월 사법 위원회 청문회가 시작되었을 때 케네디는 민권, 사생활, 여성들의 권리와 다른 문제들에 강렬하게 보크를 도전하였다. 보크 소유의 행실이 그를 아프게 하였고 후보 지명은 위원회와 완전적인 상원 둘다에서 꺾였다. 보크 전투의 분위기는 이제 그들에 대한 전면전을 경험한 논쟁적 후보 지명자 혹은 후보자들과 함께 조지 워싱턴이 일을 한 방향을 바꾸었고 그 파급 효과들은 아직도 10년의 세월들 후에 느껴졌다.

#### 클래런스 토머스
보크와 클래런스 토머스는 미국 역사상 2명의 가장 논쟁의 여지가 있는 미국 대법원 후보 지명자들이었다. 토머스 청문회가 1991년 9월에 시작되었을 때 케네디는 로 대 웨이드 사건에 관한 의견을 표현하는 데 그의 꺼림에 토머스를 강요하였으나 후보 지명은 성공을 향한 등장을 하였다. 이어진 달에 아니타 힐이 토머스에 성희롱 혐의를 가져왔을 때 후보 지명 싸움은 공개 담론을 지배하였다. 케네디는 자신의 과거의 평판과 윌리엄 케네디 스미스의 강간 사건에서 지속적인 개발에 의하여 방해되었다. 그는 토머스-힐 청문회의 3번째 날까지 거의 아무 말도 하지 않았고, 그가 말했을 때 너무 적고, 너무 늦은 것으로 토머스 지지자들에 의하여 비판을 받았다.
전기작가 애덤 클라이머는 토머스 청문회가 있는 동안 케네디의 침묵을 그의 상원 경력에서 최악의 순간으로 평가하였다. 작가 애나 퀜들런은 "케네디는 자신이 해야했기 때문에 우리를 실망시켰으며, 그는 그의 인생의 사실들에 의하여 총구를 앓았다."고 말하였다. 완전한 상원 투표가 있기 하루 전에 케네디는 토머스에 열렬한 연설을 하여 힐의 대접은 "부끄러웠던 것"이며 판사 토머스에게 의심의 이익을 주는 것은 토머스가 대법원보다 더욱 중요한 것을 말하는 것을 선언하였다. 그는 그러고나서 후보 지명을 상대로 투표하였다. 토머스는 52개 대 28개의 투표에 의하여 확립되어 성공적인 후보 지명을 위하여 여태까지 가장 좁은 차이들 중의 하나였다.

### 상원의 사자

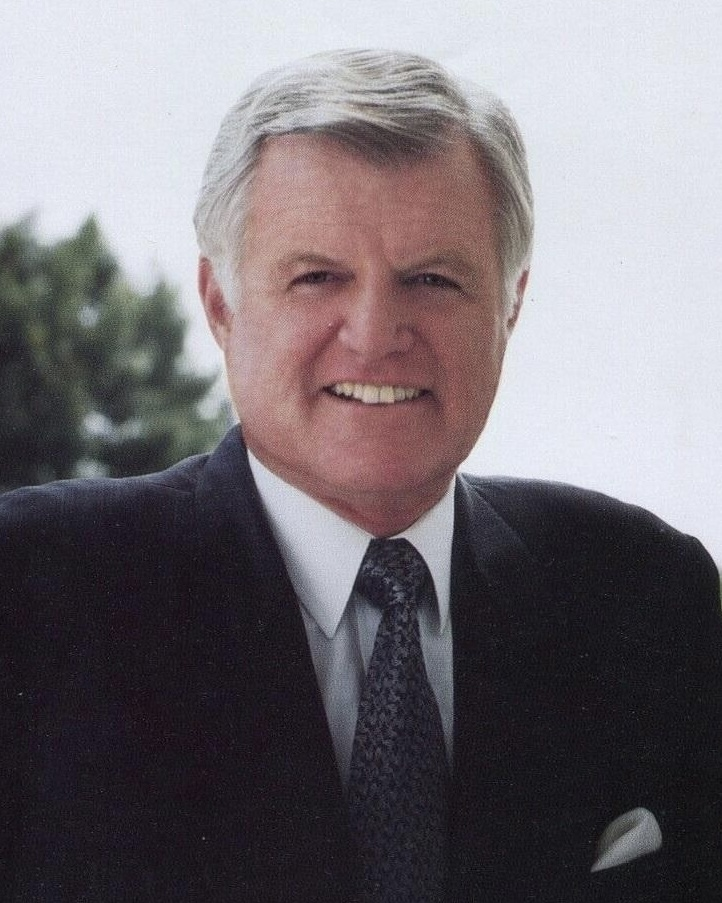
1990년대 케네디의 공식 상원 인물 사진

상원에서 자유주의적 사자로서 케네디의 역할은 뉴트 깅리치의 하원으로부터 미국이 오고 있으면서 계약을 이행하는 데 의도한 지배와 입법을 공화당 혁명이 차지했을 때 1995년 전면에 왔다. 상원과 국가에서 많은 민주당원들은 전체적으로 우울하게 느꼈으나 케네디는 공화당원들을 싸우는 데 힘을 집결하였다. 1996년의 시작에 의하여 대부분의 계약들은 상원을 통과시키는 데 실패하였고 민주당원들은 거의 모든 것이 케네디의 측근에게서 나오는 입법과 함께 다시 한번 앞으로 나아갈 수 있었다.
1996년 케네디는 자신의 호의적인 문제들 중의 하나였던 최저 임금에서 증가를 확보하여 10년 동안 또다른 증가는 없을 것이다.
길고, 분쟁적인 2000년 플로리다주에서 이후의 대통령 선거 싸움 후에 의회에서 많은 민주당원들은 들어오는 조지 W. 부시 대통령과 일하는 데 원하지 않았다. 하지만 케네디는 부시를 초등과 중등 교육에서 대대적인 점검에 진정으로 흥미있는 것으로 보았고, 부시는 케네디를 상원에서 잠재적인 주요 동맹으로 보아 둘은 입법부에서 함께 파트너를 맺었다. 케네디는 교육을 위하여 증가된 자금 수준에 대한 대가로 다른 민주당원들과 전국 교육 협회가 싫어했던 필수 학생 시험과 교사 책임에 규율 조항을 받아들였다. 아동 낙오 방지법은 2001년 5월과 6월 의회에 의하여 통과되었고, 2002년 1월 부시에 의하여 법률로 서명되었다. 하지만 케네디는 곧 법령의 이행과 함께 마력을 잃게 되어 "비극은 이 기한이 지난 개혁들이 최종적으로 놓였으나 기금들이 그렇게 않은 것이다."라고 말하였고 부시를 문제에 자신의 개인적 말에 살지 못한 것에 고발하였다. 다른 민주당원들은 교차 당사자 거래를 위한 케네디의 경향은 그를 더 좋아졌다고 결론을 내렸다. 백악관은 진행 중인 2개의 전쟁의 맥락이 주어진 그 지출 수준을 의지하였다.

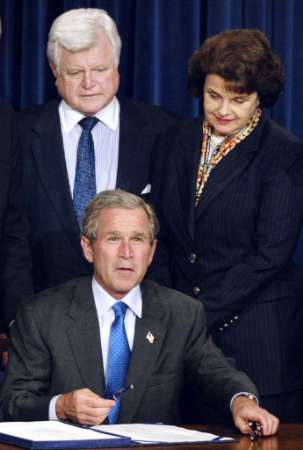
국경 보안법 서명식에서 다이앤 파인스타인 상원과 조지 W. 부시 대통령과 함께 (2002년)

아동 낙오 방지법에 케네디와 부시 사이에 긴장된 관계에 불구하고 둘은 처방약 혜택들을 보장하는 데 연장된 국민 의료 보장 제도에 다시 함께 일하기 시작하였다. 케네디의 전략은 다시 다른 민주당원들에 의하여 의심을 받았으나 그는 놓치지 말아야 할 기회로서 제안된 4천억 달러 프로그램을 보았다. 하지만 국민 의료 보장 제도 처방약·향상·현대회 법령의 최종적 공식화가 개인적 계획들을 향한 상원들을 조종할 규정을 포함하였을 때 케네디는 그것을 반대하는 데 전향하였다. 그것은 2003년 후순에 통과되었고, 부시 행정부에 의하여 자신이 배신을 당했다는 것을 다시 말하는 데 케네디를 이끌었다.
부시가 2004년 총선에서 2번째 기간을 이긴 후, 케네디는 이라크와 다른 많은 문제들에 지속적으로 그를 반대하였다. 하지만 케네디는 진행 중이 미국 이민 토론의 문맥에서 이민 개혁의 문제에 다시 공화당원들과 파트너를 맺는 데 추구하였다. 케네디는 미국 상원 이민·국경 보안·난민 사법 소위원회의 의장이었고, 2005년 케네디는 미국 보장과 질서 정연한 이민 법에 공화당 상원 존 매케인과 팀을 이루었다. "매케인-케네디 법안"은 상원의 투표에 도달하지 않았으나 입법화, 초청 근로자 프로그램들과 국경 집행 구성 요소들과 함께 포괄적으로 다루는 더욱 나가서의 시도들을 위하여 형판을 마련하였다. 케네디는 이념적으로 다양한 상원의 초당파 단체에 의하여 후원된 2007년의 포괄적 이민 개혁법과 함께 다시 돌아와 부시 행정부로부터 상한 성원을 받았다. 법안은 "은사" 프로그램으로서 토크 라디오의 청취자와 다른이들 중에 격렬한 풀뿌리 반대를 자극하였고, 그것을 회수하는 데 케네디의 마지막 분 시도들에 불구하고 상원에서 토론 종결의 투표를 실패하였다. 케네디는 패배에 관하여 철학적이었으며 통과를 위하여 충분한 추진력을 세우는 데 입법의 이러한 원형을 위하여 다수의 의회들을 가로지르는 몇몇의 시도들을 가끔 끌었다고 말하였다.

## 오바마를 위한 성원과 지병

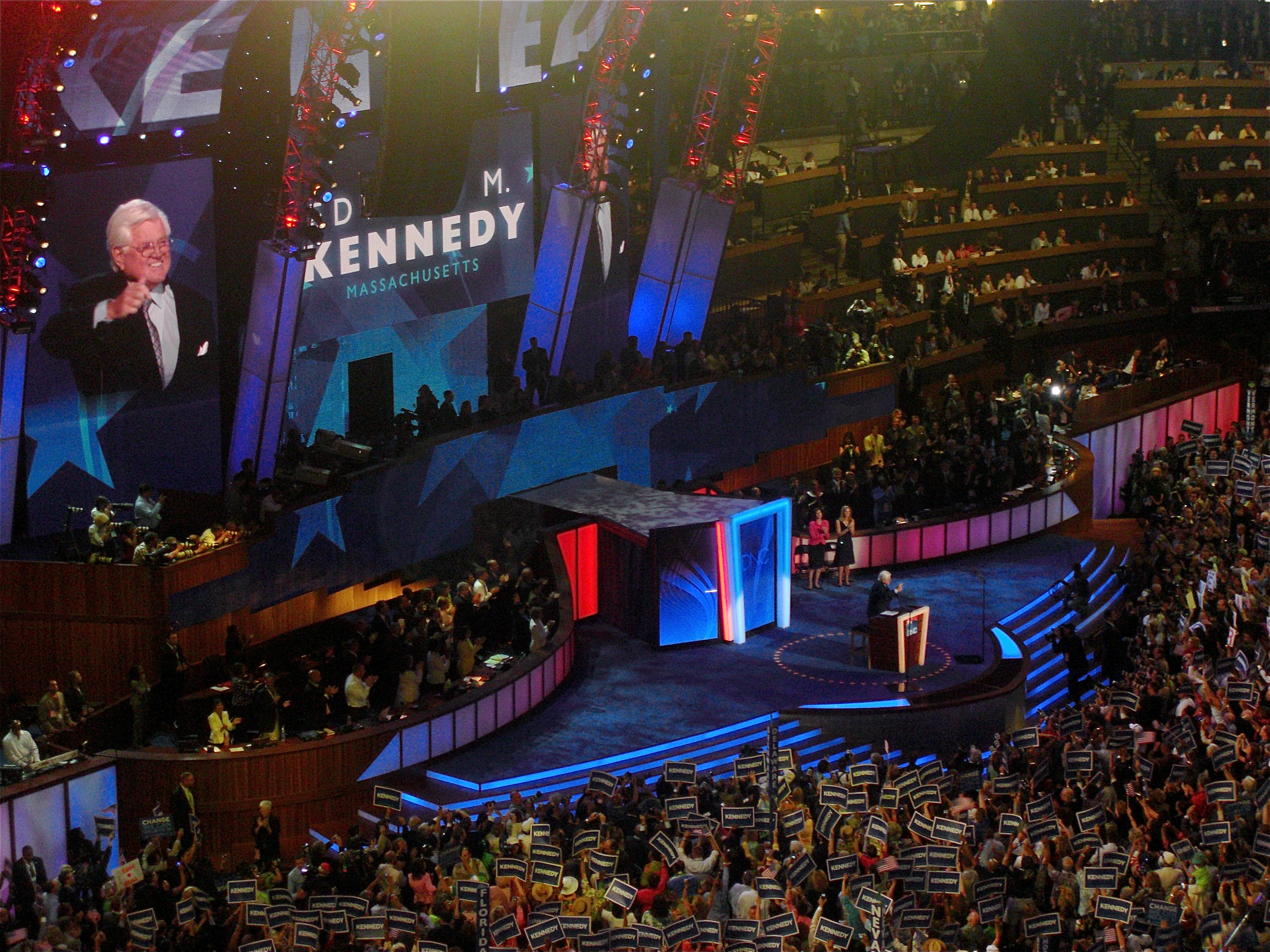
덴버에서 열린 민주당 전당 대회에서 연설하는 케네디

케네디는 자신의 친구 크리스 도드가 또한 후보 지명을 나가고 있었기 때문에 힐러리 클린턴과 버락 오바마 상원들 사이에 2008년 민주당 대통령 후보 지명을 위한 싸움이 강화되면서 중립으로 남아있었다. 시초적 간부 회의와 예비 선거들이 클린턴과 오바마 사이에 갈라졌다. 도드가 경주로부터 물러날 때 케네디는 클린턴 선거 운동의 경향과 빌 클린턴에 의하여 인종적으로 물든 발언으로서 자신이 본 것과 함께 만족스럽지 않게 되었다. 케네디는 그렇게 하지 않은 클린턴 부부에 의한 호소들에 불구하고 그해 1월 28일 오바마에게 배서를 주었다. 횃불의 상징적 전달로 보였던 운동에서 케네디는 그것이 "다시 리더십의 새로운 세대를 위한 시간"이었다고 말하였고, 오바마의 염감을 주는 능력을 자신의 사망한 형들의 것과 비교하였다. 답례로 케네디는 오바마로부터 만약 그가 선출되었다면 보편적 보건을 그의 행정부의 최우선으로 만드는 데 위탁을 얻었다. 케네디의 배서는 아무 민주당원이 얻을 수 있던 가장 영향력 있는 자들 중에 숙고되었고, 향상하는 조합원, 히스패닉과 전통적인 근거의 민주당원들 중에 오바마가 얻는 투표의 가능성을 올렸다.

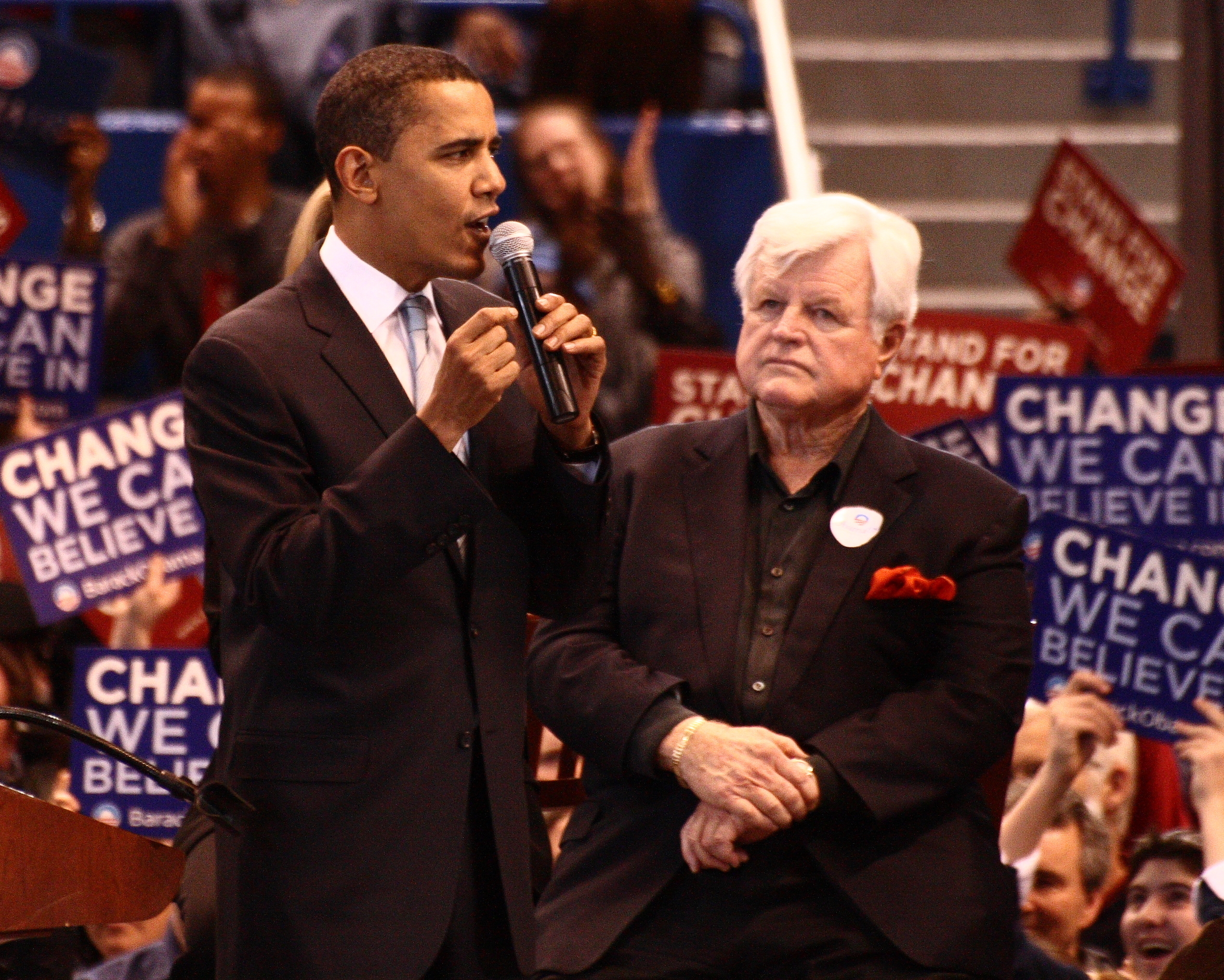
하트퍼드에서 버락 오바마와 함께 (2008년 2월 4일)

5월 17일 케네디는 자신이 케네디 구내에서 코드곶으로, 그러고나서 보스턴에 있는 매사추세츠 일반 병원으로 헬리콥터에 의하여 서두르면서 1초의 발작에 의하여 이어진 발작을 겪었다. 며칠 안에 의사들은 케네디가 암성 뇌종양의 일종인 악성 뇌교종에 걸렸다고 공고하였다. 암울한 진단은 양당의 많은 상원들과 부시 대통령으로부터 충격과 기도의 반응들을 가져왔다.
케네디는 자신이 의사들을 위하여 국민 의료 보장 제도를 보존하는 법안에 대항하는 공화당의 의사 방해를 깨는 데 추가한 투표들을 공급하는 데 나타나서 상원을 놀랍게 했을 때 7월 9일 자신의 첫 병이 든 후의 공공 출연을 이루었다. 추가로 케네디는 신장결석의 공격으로부터 병이 들었다. 어떤 동료들의 조언에 대항한 그는 그에게 비디오 추모가 틀어진 8월 25일에 열린 2008년 민주당 전당 대회의 첫 밤 동안 출연에 주장하였다. 그의 조카딸 캐럴라인 케네디에 의하여 소개된 상원은 "그 일은 여기에 있는 데 너무나 훌륭합니다. 아무것도 - 아무것도 이 오늘밤 특별 모임에 나를 멀리하지 않을 것입니다."라고 말하였다. 그는 그러고나서 1980년 민주당 전당 대회에서 자신의 연설을 생각나게 한 것에 대표들에게 연설을 하여 "이 11월, 횃불이 미국인들의 새로운 세대에게 다시 전달될 것입니다. 그래서 버락 오바마와 함께, 그리고 당신을 위하여, 그리고 나를 위하여 우리의 국가는 그의 대의를 위해 최선을 다할 것입니다. 작업이 새로 시작됩니다. 희망이 다시 오릅니다. 그리고 꿈은 계속 됩니다."라고 말하였다. 극적인 출현과 연설은 케네디가 자신이 오바마가 취임된 것을 보는 데 나올 것으로 집회의 관중들을 흥분시켰다.
2009년 1월 20일 케네디는 버락 오바마의 대통령의 취임식에 참석하였으나 그러고나서 즉시 후에 오찬에서 발작을 겪었다. 그는 국회의사당 건물로부터 휠체어에 의하여, 그러고나서 워싱턴 병원으로 앰뷸런스에 의하여 데려가졌다. 의사들은 에피소드를 "단순한 피로"에 돌렸다. 그는 이어진 아침에 퇴원하여 워싱턴 D. C.에 있는 저택으로 돌아왔다.
111회 의회가 시작되었을 때 케네디는 자신이 "나의 인생의 원인"으로서 여긴 국내 보건 문제들에 자신의 주의들을 전념하는 데 상원 사법 위원회에 자신의 자리를 떨어뜨렸다. 그는 오바마 행정부의 특성과 잃어진 닉슨 (1971년)과 클린턴 (1993년)의 기회들에 이어 보편적 보건을 위한 3번째로 최고로 거대한 기회를 대표하고 자신의 마지막 큰 입법 싸움으로서 의회에서 민주당의 다수를 보았다. 그는 오바마케어를 보내는 데 살지 않을 것이었다.

## 사망

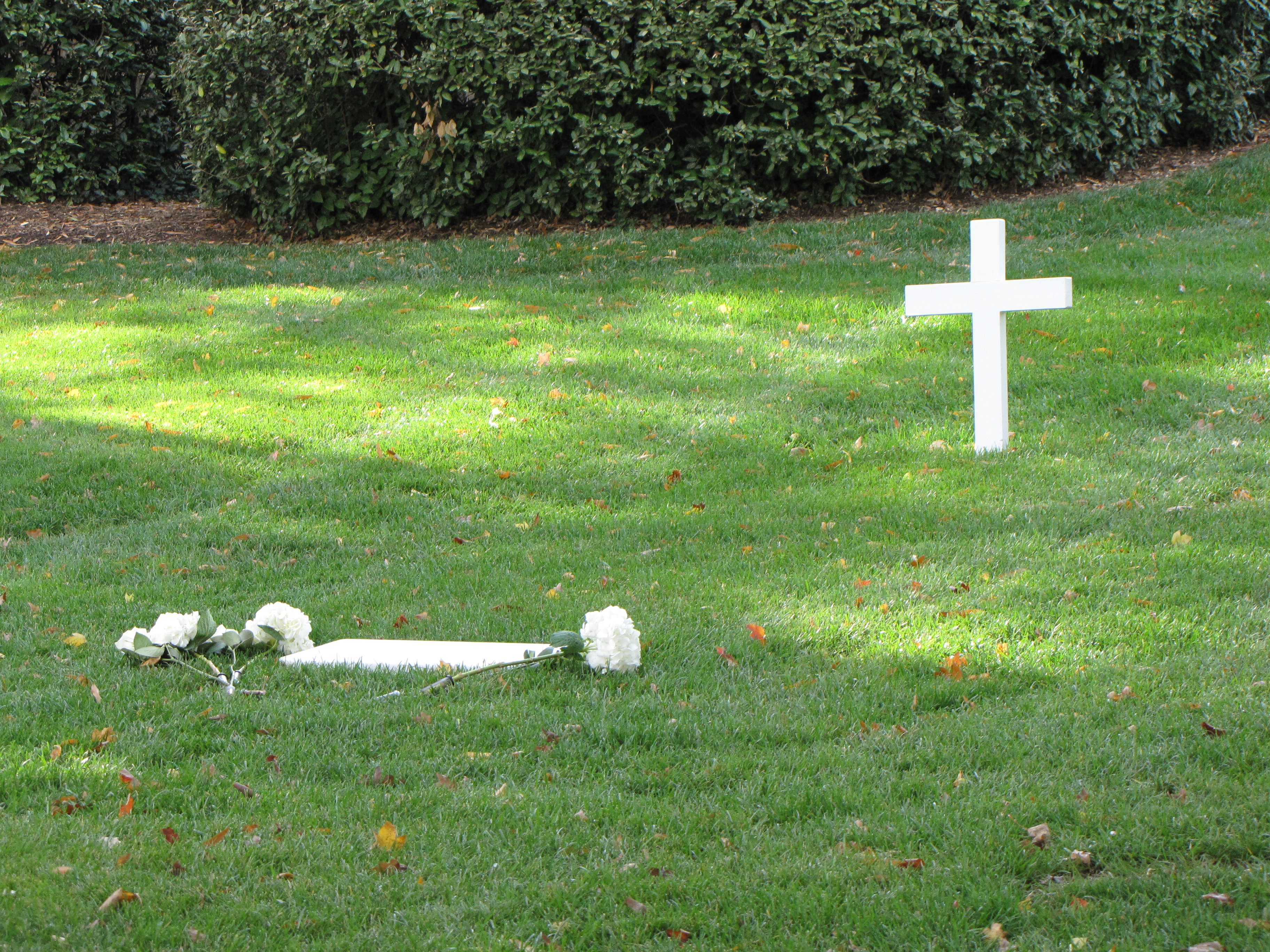
알링턴 국립묘지에 있는 테드 케네디의 묘비

자신의 시초적으로 뇌종양을 진단 받은지 15개월 후에 케네디는 매사추세츠주 하이야니스포트에 있는 자택에서 2009년 8월 25일 77세의 나이로 뇌종양으로 사망하였다. 진술문에서 케네디의 가족은 "그를 돌보고 이 마지막 세월에 성원을 준 모든이들, 그리고 정의를 향한 진보를 위한 그의 지칠 줄 모르는 행진에 너무 많은 세월 동안 그와 함께 서있던 모든이들"에게 감사하였다. 케네디가 사망했을 때 그는 상원에서 웨스트버지니아주의 로버트 버드에 이어 2번째로 가장 연장 의원이었고, 버드와 사우스캐롤라이나주의 스트롬 서먼드에 이어 사상 3번째로 장기적으로 지낸 상원이었다. 그는 알링턴 국립묘지에 자신의 형들과 나란히 안장되었다.
케네디의 사망에 의하여 놓아진 매사추세츠주 연방 상원의 공석을 위하여 2010년 1월 19일 특별 선거가 예정되었다. 그 선거에서 공화당 상원 스콧 브라운은 놀랍게 의석을 이겨 1953년으로 거슬러 올라가는 민주당 지배를 끝냈다. 브라운의 승리는 2009년 중반 이래 민주당원들이 보유한 상원에서 60개의 과반수 투표를 끝냈고 보건 개혁 입법으로부터 종말을 의미하는 데 나타났다. 하지만 민주당원들은 집회하고 측정을 통과시켰으며, 그렇게 하는 것에 수단이었던 낸시 펠로시는 최종 투표가 있기 전에 히원에 그녀의 마지막 말에 그의 일생을 믿었다. 케네디의 미망인 비키는 자신과 오바마 대통령이 청색의 "테드스트롱" 팔찌를 낀 오바마케어의 서명식에 참석하였다. 패트릭 케네디 의원은 대통령을 위한 선물로서 1970년 부친이 소개한 전국 보건 보험 법안의 복사를 가져왔다. 그러고나서 패트릭 케네디는 부친의 무덤에 "아빠, 미완성 업무는 끝났어요."라고 말한 쪽지를 놓았다. 재선을 추구하지 않는 데 패트릭의 초기 결정은 2011년 1월 케네디가 보유한 연방 선택 과제에 64년간의 기간이 끝나러 온 것을 의미하였으나 테드의 증조카 조지프 P. 케네디 3세가 하원이되면서 2013년 1월에 다시 시작되었다. 케네디의 전 상원 의석의 민주당 통치는 또한 엘리자베스 워런에게 브라운의 2012년 패배에 이어 다시 얻어졌다.

## 수상과 영예들
케네디 상원은 오랜 세월에 많은 상과 영예들을 받았다. 이것들은 영국의 엘리자베스 2세 여왕에 의하여 수여된 명예 대영 제국 훈장, 멕시코로부터 아즈텍 독수리 훈장, 대통령 자유 훈장, 하버드 대학교를 포함한 다수의 학회들로부터 명예 학위들을 포함한다.

## 저서
- 〈유익한 가지〉 (조지프 P. 케네디에 관한 수집된 평론) (1965년 비공개로 출간)
- 에드워드 M. 케네디 〈10년의 세월을 위한 결정들 : 1970년대를 위한 정책과 프로그램들〉 (1968년)
- 에드워드 M. 케네디 〈위독한 상태에서 : 미국의 보건에서 위기〉 (1972년)
- 〈우리의 하루와 우리의 세대 : 에드워드 M. 케네디의 말〉 (1979년)
- 에드워드 M. 케네디 〈꼼짝마라! : 당신은 핵무기 전쟁을 막을 수 있다〉 (1982년)
- 에드워드 M. 케네디 〈미국 다시 궤도에〉 (2006년)
- 에드워드 M. 케네디 〈나의 상원과 나 : 워싱턴 D. C.의 시선〉 (2006년)외부
- 에드워드 M. 케네디 〈진실한 범위〉 (2009년)

## 같이 보기
- 케네디가의 저주

## 역대 선거 결과
| 선거명        | 직책명                      | 대수  | 정당   | 득표율 | 득표수      | 결과 | 당락                       |
| ------------- | --------------------------- | ----- | ------ | ------ | ----------- | ---- | -------------------------- |
| 1962년 재선거 | 상원의원 (매사추세츠 제1부) | 87대  | 민주당 | 55.44% | 1,162,611표 | 1위  | 매사추세츠주 상원의원 당선 |
| 1964년 선거   | 상원의원 (매사추세츠 제1부) | 89대  | 민주당 | 74.26% | 1,716,907표 | 1위  | 매사추세츠주 상원의원 당선 |
| 1970년 선거   | 상원의원 (매사추세츠 제1부) | 92대  | 민주당 | 62.14% | 1,202,856표 | 1위  | 매사추세츠주 상원의원 당선 |
| 1976년 선거   | 상원의원 (매사추세츠 제1부) | 95대  | 민주당 | 69.31% | 1,726,657표 | 1위  | 매사추세츠주 상원의원 당선 |
| 1982년 선거   | 상원의원 (매사추세츠 제1부) | 98대  | 민주당 | 60.81% | 1,247,084표 | 1위  | 매사추세츠주 상원의원 당선 |
| 1988년 선거   | 상원의원 (매사추세츠 제1부) | 101대 | 민주당 | 64.97% | 1,693,344표 | 1위  | 매사추세츠주 상원의원 당선 |
| 1994년 선거   | 상원의원 (매사추세츠 제1부) | 104대 | 민주당 | 58.08% | 1,266,011표 | 1위  | 매사추세츠주 상원의원 당선 |
| 2000년 선거   | 상원의원 (매사추세츠 제1부) | 107대 | 민주당 | 72.61% | 1,887,479표 | 1위  | 매사추세츠주 상원의원 당선 |
| 2006년 선거   | 상원의원 (매사추세츠 제1부) | 110대 | 민주당 | 69.30% | 1,500,738표 | 1위  | 매사추세츠주 상원의원 당선 |